# شهيباء درعية
شهيباء درعية أو حُلَيَّاء هلالية (الاسم العلمي: Lallemantia peltata) هي نوع نباتي يتبع جنس الشهيباء من الفصيلة الشفوية.

## تسميات
قلب الأسد، لاليمانتيا درعية.